# Fritz-Erdmann Klingner
Fritz-Erdmann Klingner (* 18. Dezember 1901 in Salzderhelden bei Northeim; † 14. März 1945 bei Dago Selo, Kroatien) war ein deutscher Geologe.
Er war der Sohn des Arztes Bernhard Klingner und studierte nach dem Abitur in Einbeck Geologie in Jena und Göttingen, wo er 1927 bei Hans Stille promoviert wurde. Er war kurz Assistent von Stille und danach Assistent an der Montanuniversität Leoben (Montanistische Hochschule Leoben) bei Wilhelm Petrascheck, bei dem er sich 1934 habilitierte. Bereits zum 19. März 1931 war er der NSDAP beigetreten (Mitgliedsnummer 442.496). Ab 1934 war er an der Preußischen Geologischen Landesanstalt, zunächst als Assistent, ab 1936 als außerplanmäßiger Geologe und ab 1940 als Bezirksgeologe. Er befasste sich an der PGLA mit Erdölgeologie (wie schon zuvor in Österreich) und Kolonialgeologie, insbesondere mit Afrika, aber auch Südamerika. Ab 1941 war er in der Waffen-SS als Untersturmführer und Wehrgeologe mit Einsatzgebieten Lettland, Frankreich, Italien, dem Kaukasus und dem Balkan. Er fiel 1945 in Kroatien.
Klingner befasste sich neben den bereits erwähnten Themen unter anderem mit saxonischer Tektonik im Leinebergland und im hessischen Bergland, dem Bleiberger Erzberg, Glazialgeologie.
1942 bearbeitete er die Geologischen Karten Breslau und Deutsch-Lissa.

## Schriften
- Sedimentation und Erdölmuttergesteine, In: Petroleum Band 30, 1934, S. 9–14.
- Die Erdölprovinzen der Vereinigten Staaten von Amerika und ihre tektonische Stellung, In: Petroleum Band 26, 1930, S. 1–6.
- Die Erdöl-Lagerstätte im Forstort Brand bei Nienhagen (Hannover), In: Archiv für LagerstättenforschungBand 70, 1939, S. 1–63.
- Geologischer Bau und Mineralschätze der deutschen Kolonien, zugleich Führer durch die Kolonialausstellung der Preußischen Geologischen Landesanstalt, Berlin, PGLA, 1938.
- mit Werner Beetz, Fritz Behrend, Georg Knetsch: Der geologische Bau, die nutzbaren Lagerstätten und die Bergwirtschaft Afrikas, drei Teile, Band 3 von Erich Obst (Hrsg.) Handbuch der praktischen Kolonialwissenschaften, Berlin, de Gruyter 1942, 1943.
- Die Tsumeb-Grube im Otavi-Bergland (Deutschsüdwestafrika), In: Zeitschrift für praktische Geologie 46, 1938, S. 189–194.